# 阿诺伊
阿诺伊（法語：Anoye，法語發音：[anɔj]）是法国大西洋比利牛斯省的一个市镇，属于波城区。

## 地理
阿诺伊（43°23'41"N, 0°8'16"W）面积9.65 平方千米，位于法国新阿基坦大区大西洋比利牛斯省，该省份为法国东南部省份，涵盖了贝阿恩与北巴斯克，西临大西洋比斯開灣，北至朗德省，东北接热尔省，东临上比利牛斯省，南与西班牙接壤。
与阿诺伊接壤的市镇（或旧市镇、城区）包括：佩尔隆格-阿博斯、阿贝尔、热尔德雷斯特、马斯皮-拉隆凯尔-瑞亚克、莫米、桑松利翁。

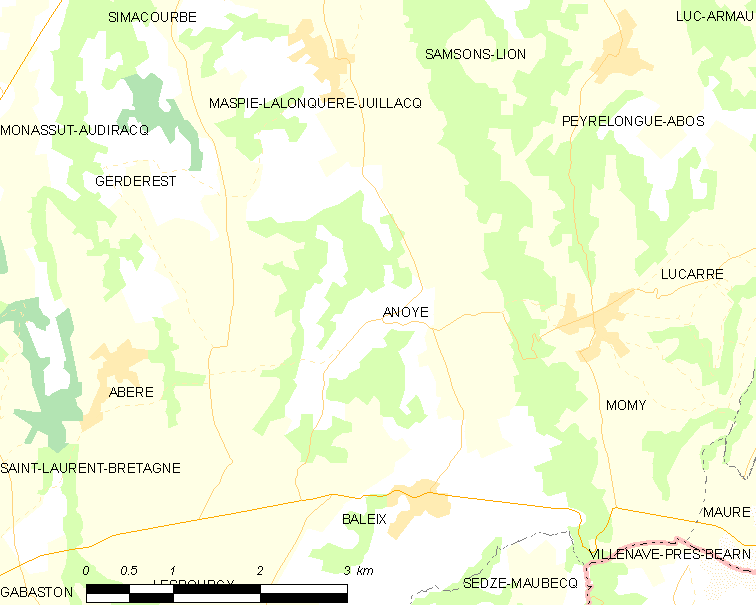
阿诺伊的OSM定位图

阿诺伊的时区为UTC+01:00、UTC+02:00（夏令时）。

## 行政
阿诺伊的邮政编码为64350，INSEE市镇编码为64028。

## 政治
阿诺伊所属的省级选区为吕伊河土地和维克比伊山坡县。

## 人口

1962-2008年间阿诺伊人口变化图示

阿诺伊于2022年1月1日时的人口数量为134人。